# Parcival – Die frühen Gärten
Parcival – Die frühen Gärten ist ein Gedichtband, der seinem Autor Karl Gustav Vollmoeller zum Durchbruch verhalf. Das 1903 erstmals veröffentlichte Buch machte ihn zum anerkannten und gefeierten Lyriker und war sein zweites größeres Werk. Es umfasst zwei unterschiedliche Zyklen; Parcival und Die frühen Gärten. Vollmöller verfasste die Gedichte zum Zyklus Die frühen Garten zwischen 1894 und 1896; diejenigen zu Parcival zwischen 1897 und 1899 bzw. 1901. Einzelne Gedichte wurden vorab zwischen 1897 und 1901 überwiegend in den Blättern für die Kunst von Stefan George veröffentlicht. Auch in den Zeitschriften Simplicissimus und Pan wurden manche dieser Gedichte veröffentlicht. Die Buchausgabe erschien 1903 im S. Fischer Verlag, Berlin.

## Inhalt

### Parcival
Der Gedichtzyklus Parcival besteht aus dreizehn Gedichten, die in strophische Einheiten zerfallen. Feststehende metrische Einheiten, wie etwa Terzinen oder gleichmäßig gebaute Strophen gibt es nur gegen Anfang und Ende des Zyklus. Die Gedichte sind überwiegend im jambischem Versmaß gehalten. Eingestreut sind auch kurze Erzählungen, etwa über Merlin.
Die Handlung, mehr oder weniger über sämtliche Gedichte miteinander verknüpft, umfasst die Zeit zwischen Parcivals erstem und zweitem Besuch auf der Gralsburg (entsprechend Wolframs von Eschenbach Parzival, Buch V–XV). Bei Vollmoeller setzt die Handlung ein, als Parcival enttäuscht über sein eigenes Versagen aus der Gralsburg ins Tal reitet; hinter seinem Rücken hört er „einer fremden Frau geheimnisvolles Flüstern“ (Sigune). Auf seinen Speer gestützt sieht er zur Gralsburg auf, die im „morgensonnengolde“ vor ihm liegt. Die weitere Handlung der Gedichte folgt seinem Weg während der sog. „Irrfahrt“. Sie beschreiben was und wie Parcival fühlt: Einsamkeit, Knabe und Mann zu gleicher Zeit, der seinen Weg ins Leben noch nicht kennt. Sie zeigen ihn als Helden, der im Turnier spielerisch andere glänzende Ritter reihenweise aus dem Sattel wirft, mehrere Burgen, Länder und eine Königin erobert.
Aber die Widersprüche des Lebens bedrücken ihn: Er erkennt die Gnade der Gemeinsamkeit, doch sein Mitleiden treibt ihn zunächst zurück in die Einsamkeit, zu jenen, die gesellschaftlich geächtet sind und als menschlicher Abschaum gelten. Aus der Fülle der esoterischen Stimmen um ihn hebt sich schließlich eine deutlich ab, die ihm sein Heil im christlichen Glauben verkündet. Einer plötzlichen Eingebung folgend verlässt er ein Saufgelage mit Freunden und wendet sich der ärmsten und hässlichsten Bewohnerin eines Hafenviertels, einer Dirne, zu. Dies symbolisiert für Vollmoeller Parcivals Überwindung seiner natürlichen Abscheu gegenüber Armut und Krankheit, und seinen Übergang zur Idee der christlichen Nächstenliebe.
Er macht die „Hagerste der Hageren“ zur Mutter eines Kindes und ermöglicht ihr auf diese Weise symbolisch die Rückkehr in die Gesellschaft und in ein ewiges, ein christliches Leben. Nach dem Bestehen dieser höchsten Prüfung für Parcivals Menschlichkeit, unberührt vom Glanz der Welt angesichts seines sich ins Legendäre wendenden Ruhms, reitet er weiter. Dinge des Lebens, die er früher nicht verstand, werden nun klar für ihn, Kompliziertes wird einfach. Der Glaubenszweifel folgt ihm nicht mehr. Deshalb kann er nun wie selbstverständlich die Gralsburg, nach der er Jahre vergeblich suchte, ein zweites Mal entdecken, den leidenden König befreien und letztendlich seine Irrfahrt – die Suche nach dem Sinn des Lebens – beenden.

### Die frühen Gärten
Der Zyklus Die frühen Gärten setzt sich aus drei Teilen zusammen: hortus pueri (Garten der Kindheit), hortus rosarum (Garten der Liebe) und hortus somnii (Garten der Träume). Neben dem einleitenden Gedicht Widmung an die Geschwister, enthält hortus pueri fünf, hortus rosarum neun und hortus somnii fünf Gedichte. Den Abschluss bildet das Gedicht Als ein Epilog.
In hortus pueri setzt sich Vollmoeller mit dem Thema Trauer über den Verlust von Menschen, aber auch den Verlust der kindlichen Geborgenheit auseinander. In hortus rosarum setzt er sich mit den Themen erste, frühe Liebe, Ängsten vor dem Erwachsenwerden aber auch mit dem Thema Trennung von Menschen und vertrauter Umgebung auseinander. Hortus somnii schließlich behandelt den Zwiespalt zwischen Traum und Wirklichkeit, handelt von der Inspiration des Künstlers und um vergebliches Streben nach Ruhm. Vollmoeller beschließt diesen Zyklus mit einem Epilog als Rückblick auf Kindheit und Jugend.
Die frühen Gärten sind stark autobiographisch gefärbt. Sprachlich schwankt der junge Vollmöller zwischen dem Stil seines Privatlehrers Karl Bauer, den strengen Vorgaben Stefan Georges, nimmt Anleihen bei Stéphane Mallarmé und dem jungen Hugo von Hofmannsthal, aber auch bei Maurice Maeterlinck, um schließlich immer deutlicher zu seinem eigenen Duktus zu finden.

## Kritik und Rezeption
Die zeitgenössische Kritik – eingeschlossen der sonst überkritische Stefan George – war sich einig: Mit diesen Gedichten hatte man einen neuen Stern am Gedichthimmel Deutschlands vor sich: Karl Vollmoeller, ebenbürtig neben Rilke und Hofmannsthal. 

„K.G.Vollmöllers [Buch] ... habe ich sofort in unserem Kreis vorgelesen und kann nicht umhin meine große bewunderung und selten rückhaltlose anerkennung auszusprechen. die fähigkeit des verdichtens die wir in Parzival und Odysseus so lobten hat er im zusammenhang noch mehr bewiesen... V. hat unbewußt danach gehandelt und seine schöpfung ist so gut ... Vergessen sie nicht ... meine grosse freude und bewunderung [auszudrücken]!“

„Sein Gedichtband ‚Parcival – Die frühen Gärten’ zeigt einen Lyriker, der aus der Enge eigenen Erlebens in die vieldeutige Welt fernen Schicksals und mythischen Geschehens strebt. In ‚Parcival’, einem Cyklus reifer und kühlmarmorner Gedichte, kündet er das Suchertum derer, die über dem armen Alltagsleben die blühenden Reiche der Verkündigungen sehen. Ein moderner Mensch steckt in Parcivals Ritterrüstung, einer, der sehnsüchtig ist nach reicheren, leidenschaftlicheren Lebensformen, einer, der sich zurückbeugt in den halbverblichenen Spiegel der Vergangenheiten, um tiefer die Schönheit seiner Seele zu entdecken, als im Spiel der Tage. Das Seltsame hat ein wildes, hingebendes Vertrauen gefunden in diesem Dichter, und das Mystische eine sanfte Verklärung...Meinem Empfinden nach steht Vollmoeller als Dichter in der ersten Reihe.“

„Wenn selbst Parcival eine präraffaelitische Gestalt wird, so ist dieses tief im Wesen der Zeit verknotet, aber auch in der Natur des Jünglings Vollmöller. Denn so irr und zage, ergriffen und schlafwandlerisch, in ein rätselhaftes Spiel rätselhafter Dinge verflochten, reitet der Jüngling durch alle die Wälder und Städte. Er ist sich dieses wirren Spiels bewusst, aber er reitet dahin, denn er weiß, er wird zum Manne reifen.“

„Karl Vollmoeller, ein von seinen Zeitgenossen weithin geschätzter Lyriker ...  hat die vielleicht poetischste Adaption des Parzival-Stoffes in neuerer Zeit geschaffen, den Gedichtzyklus 'Parcival' ... Mit seinem 'Parcival' gab sich Vollmoeller als Virtuose unter den Lyrikern der Jahrhundertwende zu erkennen.“

„Ständiger Bezug auf eine andere Kunst und deren Mittel, dekorativer Manierismus, starkes Einfließen dekadenter Elemente: durch diese Wesensmerkmale ordnet sich Vollmoellers «Parcival» dem Ästhetizismus der Jahrhundertwende zu … Mit seinem «Parcival» gab sich Vollmoeller als der Virtuose unter den Lyrikern der Jahrhundertwende zu erkennen … Vollmoeller wußte, daß der «Parcival» eine Schaffensphase repräsentierte, über die hinauszugelangen schwer, wenn nicht unmöglich war … Bei Vollmoeller (wird) die technische Perfektion bis zu einem Punkte gebracht, über den hinaus keine Steigerung mehr möglich ist ... An Vollmoeller fasziniert, daß er den Weg seiner Epoche bis an den Rand des Abgrunds mitgeht.“

## Ausgaben
- Karl Vollmöller: Parcival – Die frühen Gärten. S. Fischer, Berlin 1903 (Erstausgabe).
- Karl Vollmöller: Parcival. Insel, Leipzig 1911 (Insel-Bücherei 115).